# Jefferson County (Georgia)
Jefferson County is een county in de Amerikaanse staat Georgia.
De county heeft een landoppervlakte van 1.367 km² en telt 17.266 inwoners (volkstelling 2000). De hoofdplaats is Louisville.

## Bevolkingsontwikkeling

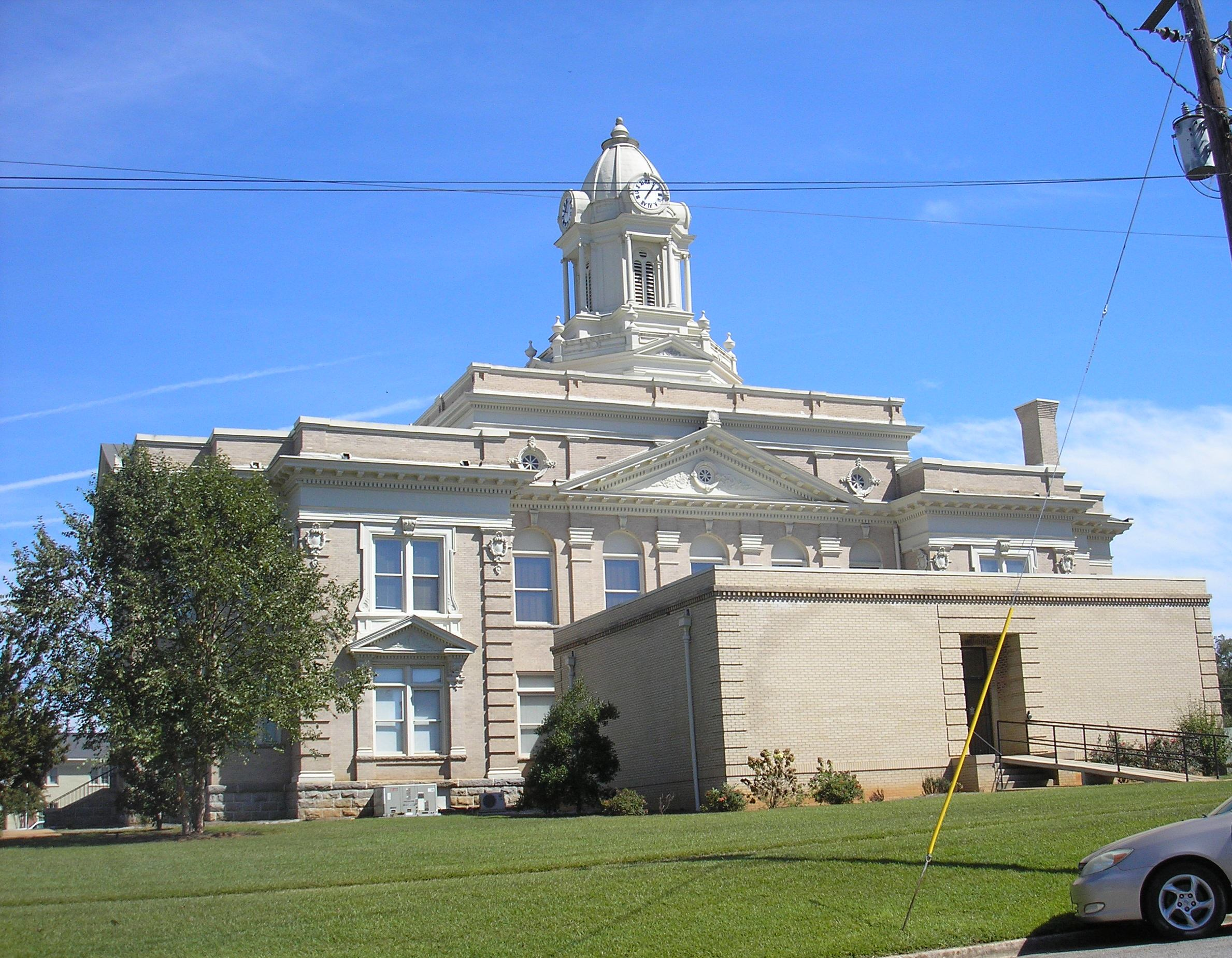
Jefferson County Courthouse